# باختر

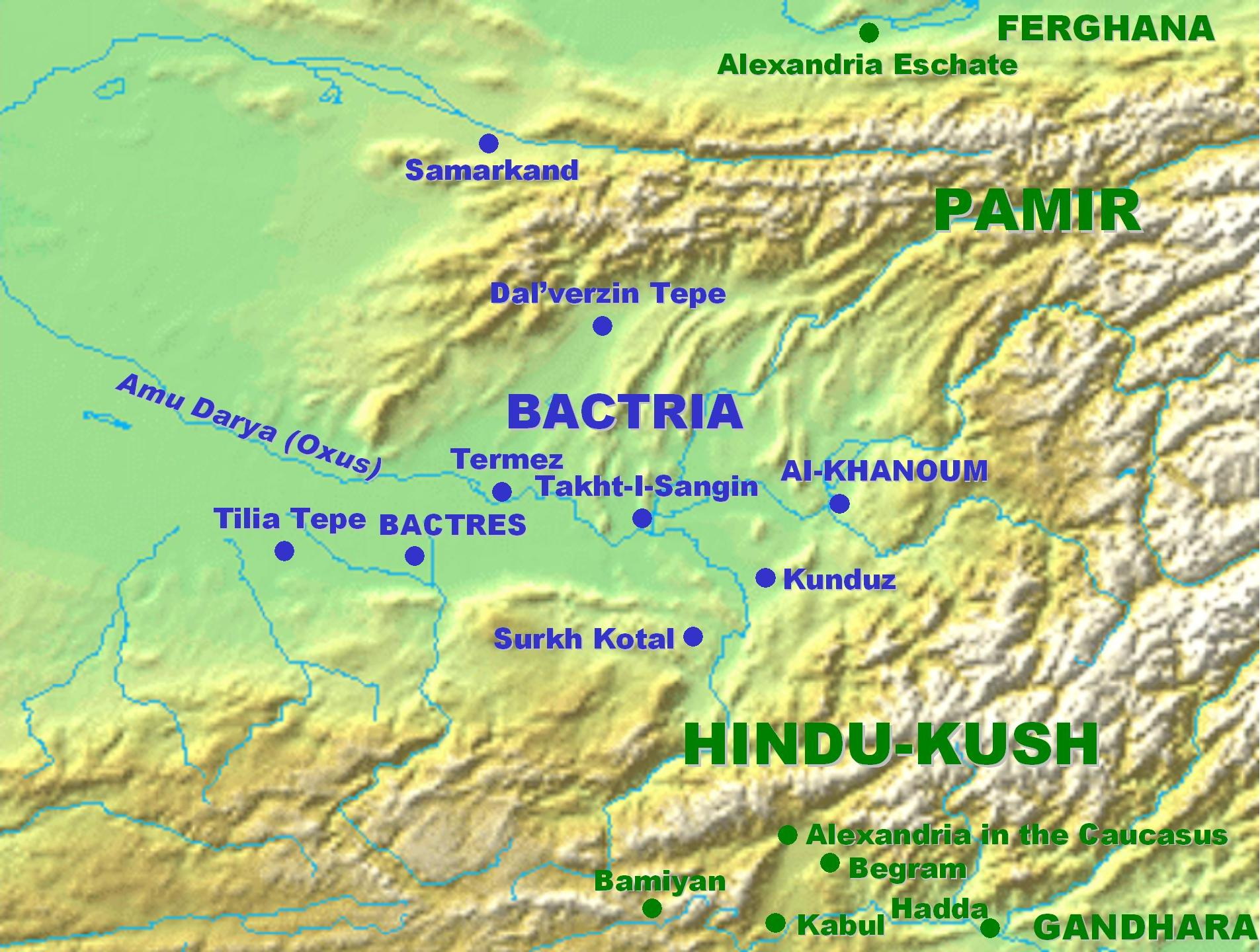
المدن القديمة في باختر

باختر أو باختريا وسماها الإغريق باكتريا (باليونانية: Βακτρία)‏ هو الاسم القديم للمنطقة بين جبال هندو كوش ونهر جيحون وعاصمتها كانت باخترا (وهي الآن بلخ) وتسمى في الكتابات الفارسية باختري، وهي منطقة جبلية بمناخ معتدل والمياه فيها متوافرة والأرض خصبة، وقد كانت موطنا لإحدى القبائل الإيرانية.
يسمى الجمل ذو السنامين أحيانا الجمل البختارياني على هذه المنطقة

## الاسم
استعمل الكتاب الحديثون الاسم على نطاق أوسع حيث عرفوه أنه الجزء الشرقي من بلاد فارس حيث لا يشك أنه موجود في تلك المناطق حيث الأرض الخصبة الجبلية تحيط بها الصحراء الطورانية، وفيها علم زرادشت ديانته وكان فيها أتباعه الأوائل ومنها أتت الديانة إلى الجزء الغربي من إيران، وكذلك فاللغة المقدسة التي كتب بها الأفستا كتاب المجوس المقدس تسمى الباكتريانية القديمة.
لكن ليس هناك ما يدل على الاستعمال الشاملِ للتعبير «بكتريانية قديمة» ولهذا فقد هجره الباحثون. ولكن هناك اعتقاد بسيط كان منتشرا فيما مضى بأن باكتريا كانت مهد الجنس الهندو أوروبيِ؛ وقد كان هذا الاعتقاد مستندا على افتراض أن أممِ أوروبا هاجرت من آسيا وأن اللغات الآرية (هندية وإيرانية) كانت أقرب إلى اللغة الأصلية للهندو أوربيين. ومن المعترف به الآن مِن قبل كل اللغويين بأَن هذا الافتراض خاطئ تماماً، وأن من المحتمل أن الآريين جاءوا من أوروبا. ويبدو أن الجزء الشرقي لإيران كان المنطقةَ التي عاش فيها الآريين لزمن شكلوا فيه شعبا واحدا وانفصلوا بعدها إلى الهنود والإيرانيين.

## الأساطير
الحكايات التقليدية الإيرانية المحفوظة في الأفستا وفي والشاهنامه للفردوسي، تضع جزءا من أبطالها وأساطيرها في شرق إيران، وتحولت الآلهة القديمة التي تحارب مع الأفعى العظيمة إلى ملوك إيران الذين حاربوا مع الطورانيين. حاول العديد من المؤلفين الحديثين صنع تاريخ من هذه القصص، وخلقوا إمبراطورية باكتريانية قديمة ذات حجم شاسع، وأن ملوكها كسبوا الانتصارات العظيمةَ على الطورانيين.
لكن هذه السمة التاريخية للأسطورة أتت من الأصلِ اللاحق، وهو ليس سوى انعكاس الإمبراطورية الإيرانية العظيمة التي أَسسها الأخمينيون وأعادها الساسانيون. الحقيقة التاريخية الوحيدة التي يمكن أَن نعرفها من الحكايات الإيرانية بأن التباين والعداء بين الفلاحين الإيرانيين والبدو الطورانيين كان كبيرا في الأزمان القديمة كما هو الآن، وهو في الحقيقة مستند على الظروف الجغرافيةِ الطبيعية وهي بهذا قد تبدو أبدية. لكن بالتأكيد فلم توجد أي إمبراطورية بكتريانية عظيمة؛ وكان البكتريانيون وجيرانهم في الأوقات القديمة محكومين من قبل الملوك المحليين الصغار، أحدهم كان فيشتاسبا حامي زرادشت.
يروي كتيسياس في تاريخه عن الإمبراطورية الآشورية عن حرب شنت مِن قبل نينوس وسميراميس، ضد ملك باكتريا (الذي يدعوه بعض المؤلفين التاليين زرادشت، ومثال على ذلك جوستن الأول). لكن التاريخ الآشوري الكامل لكتيسياس لم يكن أكثر من قصة خيالية؛ إذ يظهر من النقوش الآشورية بأن الآشوريين لم يدخلوا الأجزاء الشرقيةَ لإيران.

## تاريخ المنطقة
لا يعرف إن كانت باكتريا جزءا من الإمبراطورية الميدية أم لا؛ لَكنها خضعت لحكم قورش ومن ثم أصبحت إحدى ولايات الإمبراطورية الأخمينية. وبعدها قام الإسكندر الأكبر بهزيمة داريوش الثالث، وقام قريبه بيسوس مرزبان باكتريا بمحاولة لتنظيم مقاومة وطنية في الشرق. لكن الإسكندر فتح دون صعوبة؛ ولكنه لقي مقاومة قوية عندما توغل في الشمال إلى ما بعد نهر أوكسوس (وهو نهر جيحون أو أمو داريا) عبر بلاد الصغد. وأصبحت باكتريا محافظة ضمن الإمبراطورية المقدونية، ووقعت تحت حكم سلوقس الأول ملك آسيا ومؤسس الأسرة السلوقية.

### الحكم السلوقي
أَسس المقدونيون (وخصوصاً سلوقس الأول وابنه أنطيوخوس الأول) عددا كبيرا من البلدات اليونانية في شرق إيران، وأصبحت اللغة اليونانية لفترة من الوقت مهيمنة هناك. واجه السلوقيون العديد من الصعوبات وكانوا مضطرين للقتال في دولتهم الواسعة ومنها حروبهم مع بطليموس الثاني، فمنح هذا ديودوتس مرزبان باكتريا الفرصة ليستقل بنفسه (حوالي 255 قبل الميلاد) وفتح بلاد الصغد وأسس المملكة الإغريقية الباخترية.

### الدولة المستقلة

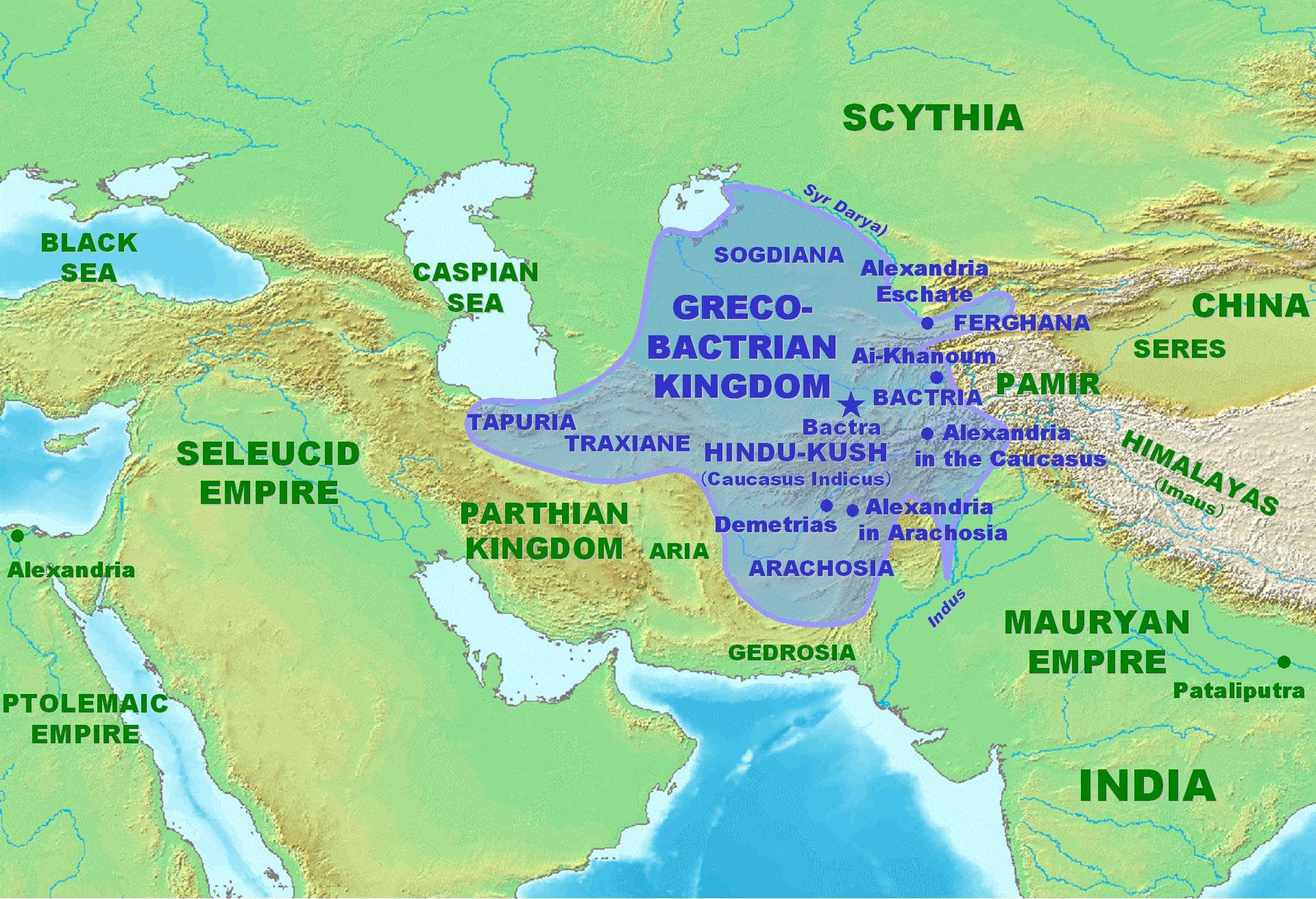
المملكة اليونانو – باكتريانية

تمكن ديودوتس وورثته من الحفاظ على أنفسهم ضد هجمات السلوقيين؛ وعندما هُزِمَ أنطيوخوس الثالث (الكبير) من قبل الرومان (190 قبل الميلاد)، عبر الملك الباختري يوثيديموس وابنه ديميتريوس جبال هندو كوش وبدأَ بغزو شرق إيران ووادي نهر السند. وتعاظمت قوتهم لفترة قصيرة؛ وبدا أن إمبراطورية يونانية عظيمة ظَهرت بعيداً في الشرق. لكن هذه الإمبراطوريةِ مُزّقتْ بالخلافاتِ الداخليةِ والاغتصاب المستمر للعرش. وعندما تقدم ديميتريوس بعيداً إلى الهند جعل أحد جنرالاته ويدعى يوكراتيدس ينصب نفسه ملكا على باكتريا، ثم ظهر في كل محافظة متمردون جدد أعلنوا أنفسهم ملوكا وقاتلوا بعضهم. وبقيت أسماء معظمهم فقط من عملاتهم المعدنية التي سكوها لأنفسهم، ويوجد عدد كبير منها في أفغانستان والهند.
بهذه الحروب تم تقويض الموقع المهيمن لليونانيين في المنطقة بسرعة أكبر مما كان سيحدث في غير تلك الحالة. وبعد ديميتريوس ويوكراتيدس ترك الملوك الأساليب الأتيكية في سك العملات وأدخلوا أساليب محلية؛ وفي نفس الوقت دخلت اللغة الأصلية حيز الاستعمال بجانب اليونانية. بالنسبة للعملات المعدنية التي ضربت في الهند، استعملت الأبجدية الهندية المشهورة (والتي دعيت باسم براهمي من قبل الهنود وهي الشكل الأقدم لأبجدية ديفاناغاري)؛ أما بالنسبة للتي ضربت في أفغانستان وفي البنجاب فإن أبجدية خاروشثي التي اشتقت مباشرة من الآرامية كانت مستعملة بشكل عام في الأجزاء الغربية للهند، كما يظهر بإحدى نقوش أسوكا والمخطوطات الهندية المكتشفة في شرق تركستان والمكتوبة بأبجدية خاروشثي (دعيت هذه الأبجدية سابقاً الأريانية أَو البالية البكتريانية؛ والاسم الحقيقي مشتق من المصادرِ الهندية).
ظهر ضعف الممالك اليونانية البكتريانية بسقوطهم المفاجئ والكامل. ففي الغرب كانت هناك الإمبراطورية الأرساكية (البارثية) التي بدأت بالصعود وملوكها ميثراداتس الأول وفراتس الثاني بدأوا بفتح بعض مناطق باكتريا الغربية، خصوصاً أريا (هرات). لكن في الشمال ظهر عرق جديد وهم قبائل منغولية والمسماة السكيثيين Scythians من قبل اليونانيين، ومن أهمهم توخاري (وسماهم العرب الطخاريون)، وهم متماثلون مع شعب يوي تشي بالنسبة للصينيين.

### حكم الكوشان
في 159 قبل الميلاد، طبقاً للمصادرِ الصينيةِ، دخل شعب كوشان الصغد، وفي 139 ق م فَتحوا باكتريا، وخلال جيل لاحق أنهوا الحكمِ اليوناني في شرق إيران. ، أبقى الفاتحون اليونانيون (ميناندر، أبولودوتوس) لأنفسهم بعض المناطق في الهند فقط. لكن في منتصف القرن الأول قبل الميلاد كل شرق إيران وغرب الهند أصبحت في ملك الإمبراطورية الهندو سكيثية العظيمة. وكان اسم السلالة الحاكمة عندها الأسرة الكوشانية (كوشانا)، وهو ما يسمون به على عملاتهم المعدنية وفي المصادرِ الفارسيِ.
أشهر هؤلاء الملوك كان كانيشكا (حوالي 123 – 153) الحامي العظيم للبوذية. يبدو أن المركز الرئيسي للطخاريين وسلالة كوشان كان بكتريا؛ لَكنهم أبقوا الأجزاء الشرقية كمناطق أفغانستان الحديثة وبلوشستان تحت سيطرتهم، بينما المناطق الغربية (مثل أريا أو هرات، وسيستان وجزء من وادي هلمند) فُتِحتْ من قبل الأرساكيين (البارثيين).
في القرن الثالث بدأ سلالة كوشان بالانحلال؛ حوالي العام 320 ميلادي. وتأسست إمبراطورية غوبتا في الهند. هكذا تحول الكوشانا لشرق إيران، حيث اضطروا لمحاربة الساسانيين. في القرن الخامس أتى أناس جدد من الشرق وهم الإفثالاتيون أَو الهون البيض، الذين أخضعوا بكتريا (حوالي 450)؛ وتبعهم الأتراك، الذين ظهروا لأول مرة في التاريخ حوالي 560 بعد الميلاد. وأخضعوا البلاد شمال نهر أوكسوس. وأغلب الإمارات التوخارية أَو الكوشانية الصغيرة أصبحت خاضعة لهم. لكن عندما سقطت الإمبراطورية الساسانية على يد العرب، تقدم الفاتحون فوراً نحو الشرق، وفي بضع سنوات أصبحت بكتريا وإيران بكاملها إلى شواطئ نهر ياكسارتس (سيحون أو سير داريا) تحت حكم الخليفة ودين الإسلام وأصبحت تسمى فيما بعد خراسان.